# Morebilus gramps
Morebilus gramps is een spinnensoort uit de familie Trochanteriidae. De soort komt voor in Victoria.